# Abramów (gemeente)
De gemeente Abramów is een landgemeente in de Poolse woiwodschap Lublin, in powiat Lubartowski. De zetel van de gemeente is in Abramów. Abramów grenst aan de gemeenten Baranów, Garbów, Kamionka, Kurów, Markuszów, Michów, Żyrzyn.

## Oppervlakte gegevens
In 2002 bedroeg de totale oppervlakte van gemeente Abramów 84,54 km², waarvan:
- agrarisch gebied: 86%
- bossen: 9%

De gemeente beslaat 6,55% van de totale oppervlakte van de powiat.

## Demografie
Op 30 juni 2004 telde de gemeente 4396 inwoners.
| Omschrijving                   | Totaal | Totaal | Vrouwen | Vrouwen | Mannen | Mannen |
| ------------------------------ | ------ | ------ | ------- | ------- | ------ | ------ |
| eenheid                        | aantal | %      | aantal  | %       | aantal | %      |
| inwoners                       | 4396   | 100    | 2160    | 49,1    | 2236   | 50,9   |
| bevolkingsdichtheid (inw./km²) | 52     | 52     | 25,6    | 25,6    | 26,4   | 26,4   |

Het gemiddelde inkomen per inwoner per maand bedroeg 1160,47 Złoty in 2002, wat op dat moment ongeveer gelijkstond aan 302 euro.